# Nespres Callosa d'en Sarrià

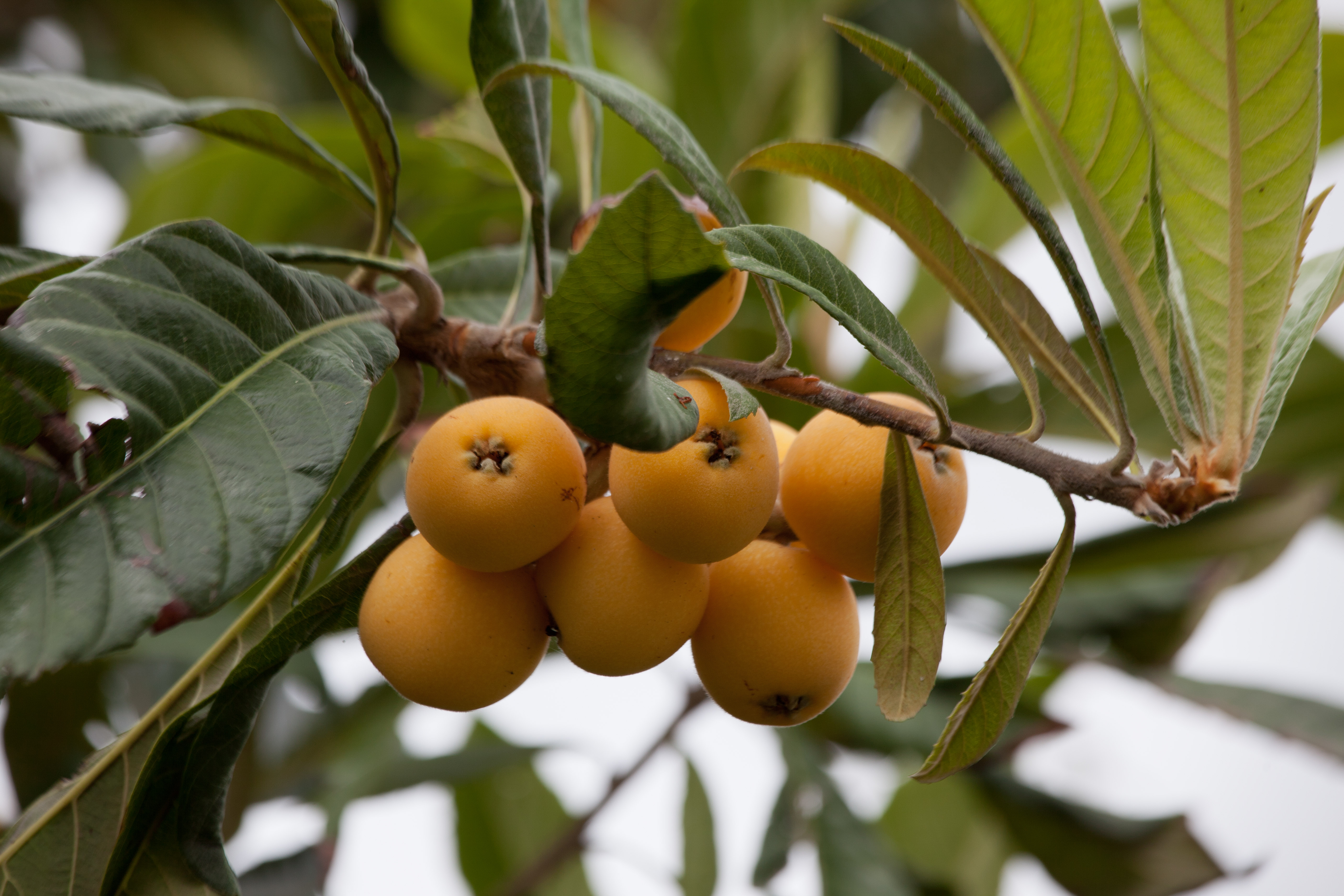
Unes nespres a l'arbre.

Nespres Callosa d'en Sarrià és una denominació d'origen protegida (DOP) reconeguda des del 14 de gener del 1992. Inclou 19 municipis de la Marina Baixa i l'Alacantí.
Hi ha 1.400 agricultors inscrits en la DOP, i anualment es produeixen 12.225 tones de nespres emparades per aquesta denominació.

## Història
El nesprer del japó, Eriobytra japonica, es cultiva a Europa des del segle xvi. Va arribar primer a França des de l'Illa Maurici, on l'havien introduït els Jesuïtes. Segons algunes versions, el cultiu del nesprer va començar a la Marina als volts del 1800, quan un agricultor callosí en va portar un exemplar des d'Alger. Es va aclimatar perfectament al clima càlid de la Marina Baixa, especialment al poble de Callosa d'en Sarrià, que disposa d'un sistema molt ben desenvolupat de séquies des de temps antics.
En aquesta zona, la nespra és anomenada popularment nyespro. 

## Zona de producció

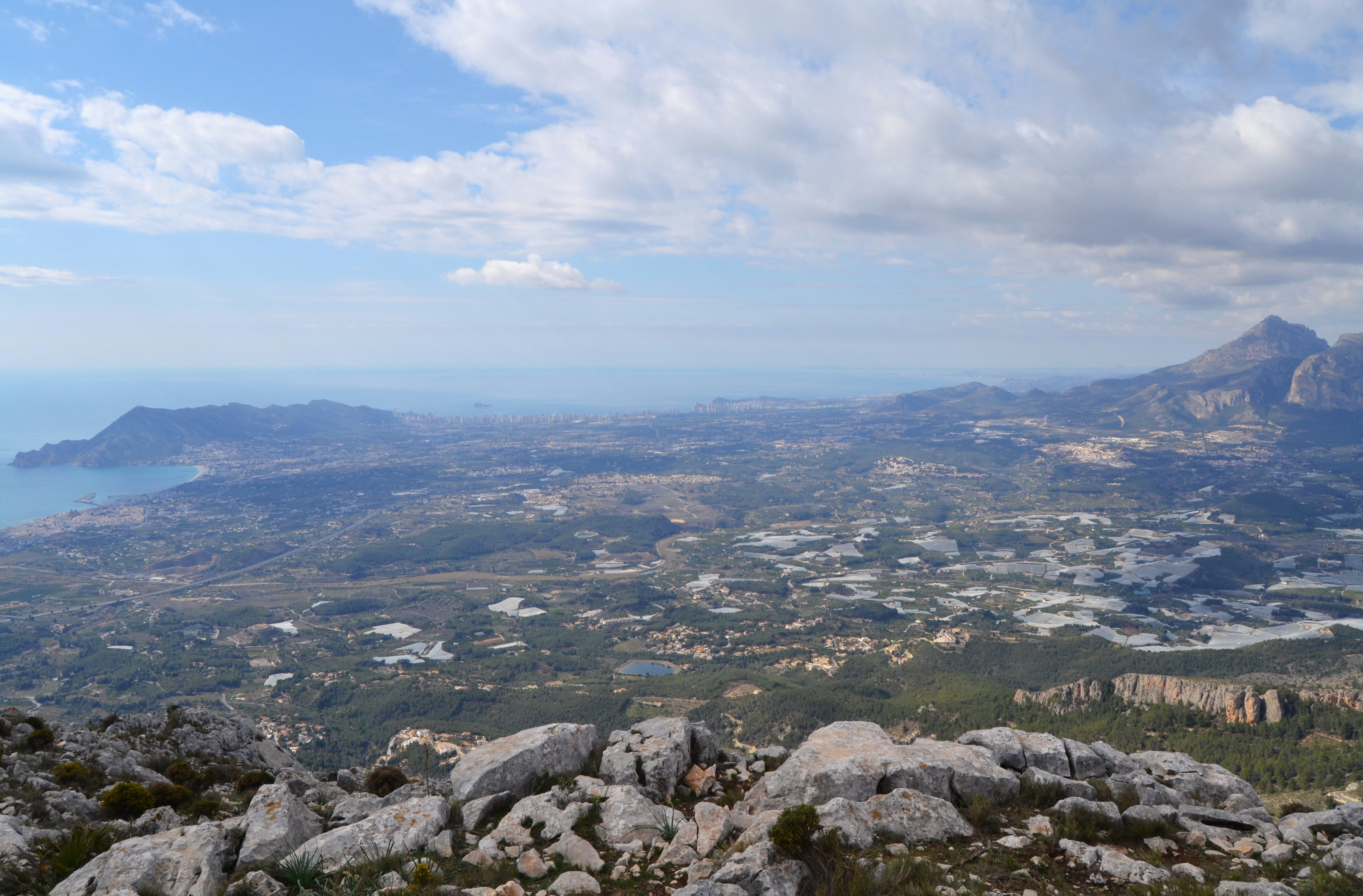
Vista de la Marina Baixa des de la Serra de Bèrnia, amb camps de nespres coberts per xarxes blanques.

La zona de producció inclosa dins del DOP incorpora 18 municipis de la Marina Baixa: Alfàs del Pi, Altea, Beniardà, Benidorm, Benifato, Benimantell, Bolulla, Callosa d'en Sarrià, Confrides, Finestrat, Guadalest, La Nucia, Orxeta, Polop, Relleu, Sella, Tàrbena i La Vila Joiosa. També inclou el municipi d'Aigües, a l'Alacantí.
Això suposa 9.000 parcel·les i una superfície de 1.600 hectàrees.

## Varietats
A la zona de producció, es cultiven nespres de les varietats Algar, Magdal, Golden i Nadal.

## Usos
La nespra es produeix principalment per consumir fresc, però la Cooperativa Agrícola de Callosa d'en Sarrià també comercialitza productes com la cervesa de nespres, sal de nespres, crema de nespres, nespres en almívar o ginebra de nespres. El Consell Regulador promociona maneres alternatives de consumir la nespra amb la publicació d'un llibre de receptes i una Mostra de Cuina del Nyespro anual.